# 우스네촌
우스네촌(일본어: 薄根村)은 일본 군마현 도네군에 설치되었던 촌이다.